# Coupang
Coupang (쿠팡) je jihokorejská firma působící v oblasti elektronického obchodu. Byla založena v roce 2010.
Coupang je největší internetová obchodní platforma v zemi.
Společnost zaměstnává přes 37 tisíc. lidí (informace z června 2019).

## Přehled
První tržiště a největší online prodejce v Jižní Koreji Roční tržby společnosti Coupang přesahují 5,9 miliardy USD. Síť společnosti Rocket Delivery zajišťuje doručení více než pěti milionů unikátních položek ve stejný den nebo následující den. Coupang tvrdí, že 99,6 procenta jeho objednávek je doručeno do 24 hodin. 70 % korejských občanů žije do 10 minut od logistického centra Coupang.